# Tubal (fils de Japhet)
Pour les articles homonymes, voir Tubal.
Tubal ou Toubal (en hébreu : תובל ou תבל, en géorgien : ტუბალი), est un patriarche biblique, ancêtre des Ibères (Géorgiens) ou des peuples de la péninsule ibérique. Il est un fils de Japhet, lui-même fils de Noé (Genèse 10, Table des nations).
Flavius Josèphe a écrit : "Toubal engendra les Tibarenois, qui sont aujourd'hui appelés les Ibères". D'autres sources[Lesquelles ?]indiquent que Toubal serait également l'ancêtre des premières tribus ayant peuplé la péninsule italienne.
En 1823, Julius Klaproth est le premier à associer le fils de Noé à l'étymologie de la capitale de la Georgie, Tbilissi. Son hypothèse a été ensuite partagée et diffusée par de nombreux chercheurs géorgiens et étrangers. Les tenants de cette étymologie imaginent cependant que Tubal-Caïn pourrait plus aisément expliquer l'éthnonymie, étant donné que Tobel est une divinité de la forge dans l'est de la Géorgie (Topel en Meskhétie).
Au XIXe siècle l'écrivain Souletin Augustin Chaho inventa le prénom basque "Aitor" comme nom du patriarche ancestral de tous les Basques, cette figure ancestrale est directement inspirée de Tubal dans la Bible.